# Ptolemaios I Soter
Ptolemaios I Soter (grekiska: Πτολεμαῖος Σωτήρ), född ca 367 f.Kr., död ca 283 f.Kr., var en av Alexander den stores närmaste män som efter dennes död grep makten i Egypten som han betraktade som sitt "spjutvunna" land. Där grundade han den Ptolemaiska dynastin i vilken den sista härskaren har kommit att bli den mest ihågkomna, nämligen Kleopatra VII av Egypten.
Namnet Ptolemaios kommer från grekiskan och betyder ungefär "aggressiv" eller "krigslik". Tilläggsnamnet Soter (Sotír) betyder "räddaren".

## Biografi
Ptolemaios var son till Arsinoe av Makedonien. Hans fader är okänd. Det framställs i vissa källor som en möjlighet att han var oäkta son till Filip II och därmed alltså var halvbror till Alexander den store själv. 

### Alexanders general
Ptolemaios var en av Alexanders mest betrodda generaler och en av de sju livvakterna som ständigt följde Alexander. Han deltog i Alexanders fälttåg i Asien och spelade en viktig roll under senare delen av kampanjen i Afghanistan och Indien.
I staden Susa anordnade Alexander år 324 f.Kr. en stor festival med massbröllop för makedonierna och det var då som Ptolemaios gifte sig med den persiska prinsessan Atacama. Efter Alexanders död försköt han precis som de flesta andra makedoniska befälhavare sina persiska fruar.

### Egyptens härskare
Efter Alexanders död 323 f.Kr. blev riket uppdelat i fyra delar. Ptolemaios blev satrap (ståthållare) i Egypten. Det följde en lång period av inre konflikter inom det makedonska riket, bl.a. försvarade Ptolemaios Nilen år 321 f.Kr. mot Perdikkas. 312 f.Kr. invaderade Ptolemaios Syrien.
Med Berenike I fick Ptolemaios sonen Ptolemaios II Filadelfos, som 285 f.Kr. blev hans samregent. Två år senare dog Ptolemaios, han var då 84 år.
Under sin regentstid i Egypten skrev Ptolemaios ner berättelsen om Alexanders fälttåg, men den har inte överlevt till våra dagar. Den brukade betraktas som ett objektivt verk, som utmärkte sig för sin ärlighet och vakenhet. Ptolemaios överdrev dock förmodligen sin egen roll, och hade propagandistiska mål när han skrev historia. Även om skriften numera är förlorad var den en viktig källa för en annan skrift som har överlevt till våra dagar, nämligen den skriven av Arrianos från Nikodemia.
Tre år efter Ptolemaios död, 280 f.Kr., grundade hans son Ptolemaios II Filadelfos biblioteket i Alexandria som innehöll en stor samling antika papyrusrullar.

## Teorin om Ptolemaios som Alexanders baneman
Historiedoktorn Paul Doherty vid Oxford University har fört fram teorin om Ptolemaios som den som slutligen ändade Alexander den stores dagar. Motivet vore att han (och många med honom även om de inte deltog i mordet) var utleda på de eviga krigen och ville ha fred för att njuta av sin rikedom. Dessutom härskade en vida spridd skräck för Alexander som ständigt vände sig mot de som kritiserade honom och lät avrätta dessa vid lämpligt tillfälle. Ptolemaios hade precis som nästan alla officerare gått emot honom vid floden Hyfasis då armén vägrade att fortsätta. Detta kunde när som helst slå tillbaka mot honom. Dessutom var Ptolemaios en av de mer makedoniskt konservativa som inte alls uppskattade det ökade persiska inflytandet i armén. Doherty föreslår att Ptolemaios gick i förbund med Makedoniens ståthållare Antipatros och dennes son Kassandros, eftersom Antipatros uppenbarligen stod på tur att rensas ut.
De var mäktiga bundsförvanter och erbjöd Ptolemaios Egypten. Inga källor anger hur en så perifer man som han egentligen kom över detta rika land. Doherty menar att förbundet med Antipatros var skälet. När Krateros skickades mot Makedonien med 10 000 veteraner med order från Alexander att ersätta och döda Antipatros ska Ptolemaios ha undanröjt det sista hindret för en framgångsrik tillvaro efter Alexander, nämligen genomfört mordet på Hefaistion som var Alexanders siste vän förutom Krateros. Ptolemaios var den som hade makten över kungens säkerhet och måltider och hade därmed också säkerligen inflytande över vad Hefaistion åt. Både Alexander och Hefaisition ska Ptolemaios ha undanröjt med hjälp av arsenikdoser i deras mat, och vid banketten i Babylon fick han sitt sista tillfälle på länge att slå till mot kungen. Ptolemaios underskattades konstant av både Alexander och sina makedoniska medtävlare, menar Doherty: han var en mästare på att dra i trådarna bakom kulisserna, och detta gav honom slutligen Egyptens krona. Många andra hade istället dött eftersom de inte klarat av att vakta sin tunga i Alexanders närhet.

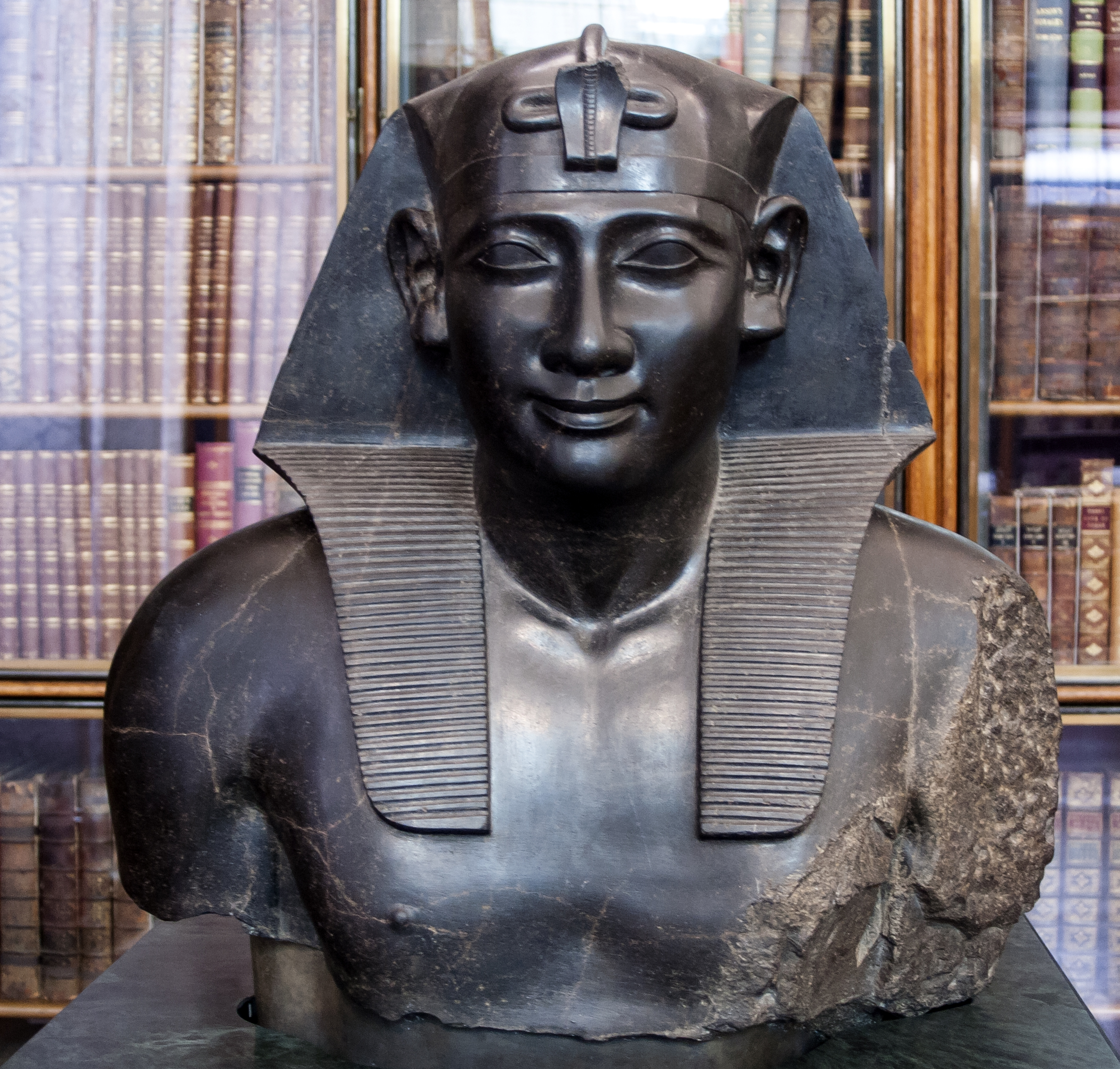
Fragment av en staty av Ptolemaios på British Museum.
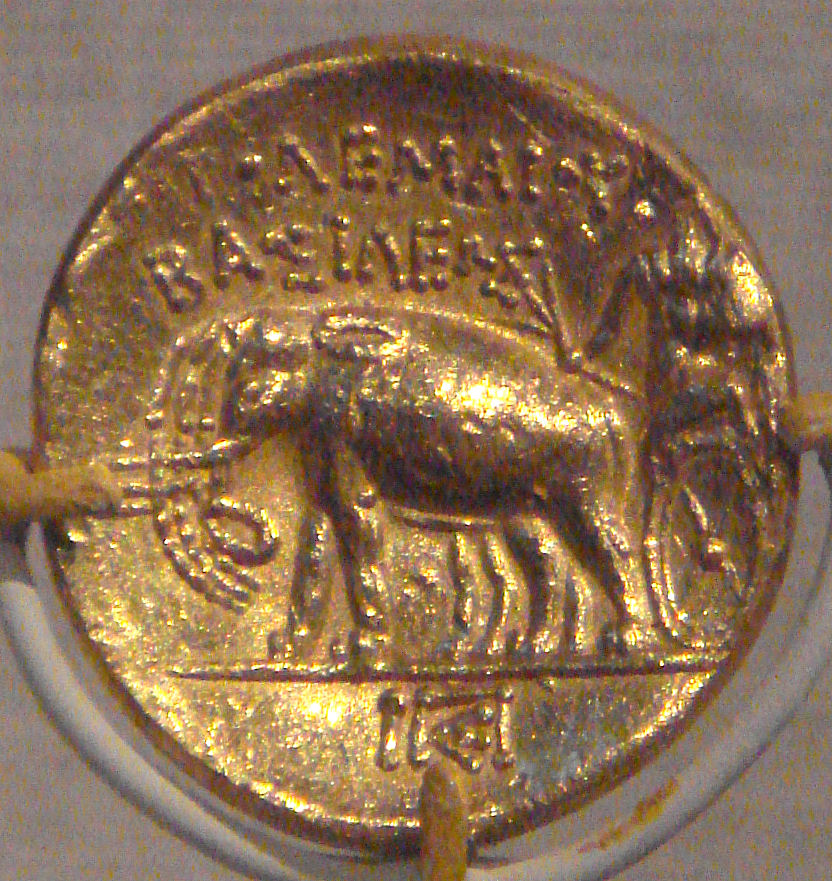
Guldstater med Ptolemaios I Soter, Grekiska: ΠTOΛEMAIOY ΒΑΣΙΛΕΩΣ (Ptolemaios Kung)